# Infecção cruzada

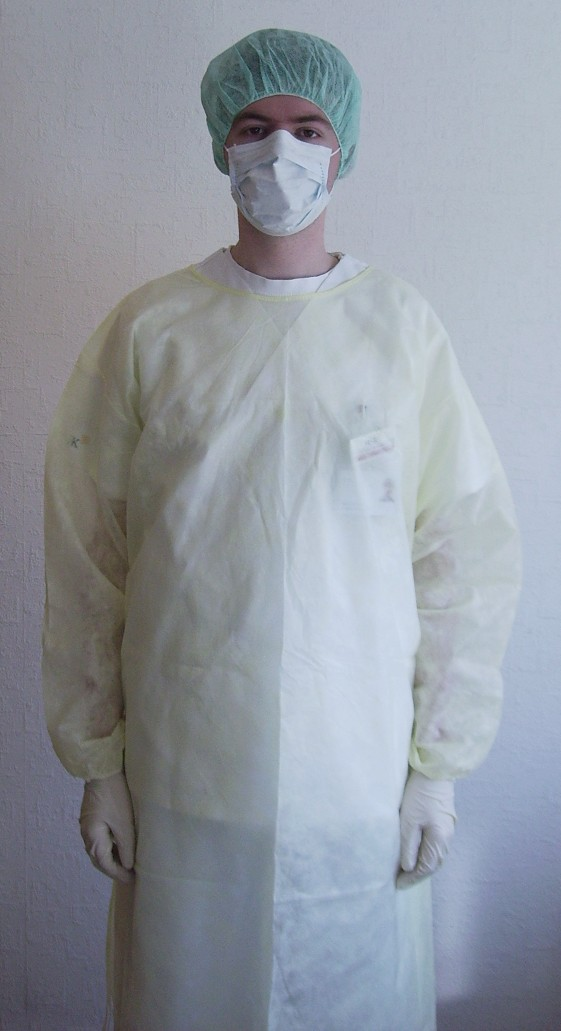
Proteção para prevenção da infecção cruzada

Infecção cruzada é um termo utilizado para referir-se à transferência de microrganismos de uma pessoa, superfície ou objeto para outra pessoa, resultando necessariamente em uma infecção.

## Principais microrganismos responsáveis por infecções cruzadas
- Mycobacterium tuberculosis
- Pseudomonas aeruginosa
- Staphylococcus aureus